# Denzel Prijor
Denzel Prijor (Zaandam, 15 mei 1995) is een Nederlands voetballer die doorgaans speelt als rechtsback. In juli 2023 verruilde hij OFC Oostzaan voor ADO '20.

## Clubcarrière
Prijor speelde in de jeugd van Hellas Sport en werd later opgenomen in de opleiding van FC Volendam. In 2014 ondertekende hij zijn eerste professionele verbintenis. Prijor debuteerde voor FC Volendam in de Eerste divisie op 27 februari 2015, toen in het Kras Stadion met 3–2 werd gewonnen van FC Emmen. Prijor startte in de basis als rechtsback omdat Raoul Esseboom, Ties Evers en Sofian Akouili afwezig waren. Coach Hans de Koning liet Prijor het gehele duel meespelen. Aan het einde van het seizoen 2015/16 werd het aflopende contract van Prijor niet verlengd. Hij vond geen nieuwe profclub waarna hij zich samen met zijn broer Genridge aansloot bij FC Lisse. Na een jaar verkaste de rechtsback naar Magreb '90. In de zomer van 2018 trok ONS Sneek Prijor aan. Twee seizoenen later trok hij naar OFC Oostzaan. Medio 2023 nam ADO '20 hem over.

## Clubstatistieken
| Seizoen | Club        | Competitie     | Competitie | Competitie | Beker | Beker | Internationaal | Internationaal | Totaal | Totaal |
| Seizoen | Club        | Competitie     | Wed.       | Dlp.       | Wed.  | Dlp.  | Wed.           | Dlp.           | Wed.   | Dlp.   |
| ------- | ----------- | -------------- | ---------- | ---------- | ----- | ----- | -------------- | -------------- | ------ | ------ |
| 2014/15 | FC Volendam | Eerste divisie | 3          | 0          | 0     | 0     | —              | —              | 3      | 0      |
| 2015/16 | FC Volendam | Eerste divisie | 5          | 0          | 1     | 0     | —              | —              | 6      | 0      |
| Totaal  | Totaal      | Totaal         | 8          | 0          | 1     | 0     | 0              | 0              | 9      | 0      |

Bijgewerkt op 20 augustus 2025.